# ペリリュー飛行場
ペリリュー飛行場 （英語: Peleliu Airfield (FAA LID: C23) ） はペリリュー島に存在する飛行場。

## 歴史

### 大戦期
ペリリュー飛行場は昭和14年(1939年)に大日本帝国海軍が建設したもので、長さ1200m、幅80mの交差した滑走路を2本持つ飛行場であった。昭和18年(1943年)には戦闘機および攻撃機をはじめとした200機の航空機が配備されていたとされる。
昭和19年(1944年)3月30日、31日のパラオ大空襲にて飛行場は多大な損害を受けたが海軍の方針によりパラオは事実上放棄され、9月15日に始まったペリリューの戦いでは少数の稼働機が残るのみであった。米軍の第1海兵師団は飛行場の西であるペリリュー島南西海岸へ上陸し、対する日本兵は航空要員をはじめとする陸戦隊など1万1千人で守備していた。16日、第5海兵連隊は北部の高台からの激しい砲火の下を多数の死傷者を出しながらもすばやく突き抜けて、飛行場を奪取しペリリュー島の南部東岸まで進出した。残る島内最南部の日本軍は依然数多くのトーチカに立てこもり、激しい抵抗を続けていたが、第7海兵連隊が掃討を行った。気温は46°C近くであり、海兵隊は熱疲憊による多くの死傷者にも悩まされた。また、海兵隊が唯一利用可能な補給用の水が油で汚染されたことも状況を困難にした。それでも23日までには第5、7海兵連隊は島内の空港及び島内南部を確保する目標を完遂した。
アメリカ軍は飛行場占領後、18日には利用可能な状態に持っていった。海兵隊第1観測中隊"グラスホッパー"はすぐに海兵隊砲兵と艦砲射撃のための観測活動を開始した。1944年9月26日、海兵隊第114戦闘機中隊のF4Uが到着した。F4Uはペリリュー島内での急降下爆撃活動を開始し、洞窟陣地に立てこもる日本軍と戦うために有用な2つの兵器をもたらした。F4Uはロケット兵器によって日本兵が立てこもる洞窟の入口を爆破した。また、太平洋戦争で2度目となるナパーム弾による攻撃も行われ、洞窟陣地を隠す植生を焼き尽くし、内部に隠れる兵士を無力化するのに有用であることが証明された。
アメリカ軍が島を占領すると、飛行場はすぐに修繕され、アメリカ軍の航空基地となった。1944年、2本の滑走路はそれぞれ1,800 m × 91 m、1,200 m × 79 mになっていた。インディアナポリスの沈没後、1945年8月3日にペリリューからPBYが離陸しており、生存者の初めての発見につながった。
1944年10月5日、米陸軍航空軍第7空軍はフィリピンへの長距離写真偵察活動を行うため、P-38を装備する第28写真偵察中隊をクェゼリン環礁からペリリューに移動した。この部隊は1945年4月までペリリューに留まり、その後沖縄へと移動した。

### 現在
戦争終結後、ペリリュー飛行場はアメリカ軍に放棄された。2本存在していた滑走路のうち北東から南西に延びる滑走路が現存しているが、小型機の利用に限られている。また海軍航空隊司令部など一部の建造物が残存している。なお、戦前はペリリュー島の北隣にあるガドブス島にも東西に延びる1000mの滑走路が存在していたが放棄されている

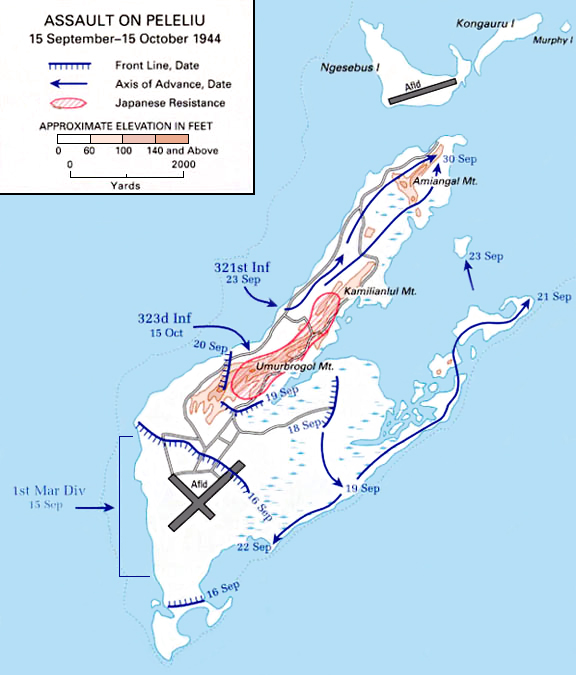
ペリリュー島の戦いの地図

## 施設・航空機
飛行場は平均海面からおおよそ3mの高さに存在する。4/22方向の滑走路であり、舗装は砂利であり、面積は1,828×12mとなっている。 
1987年5月23日までの1年間では、1500回のエアタクシーの運用が行われており、平均では1ヶ月に125回であった。

## 利用する航空会社
| 航空会社     | 就航地                   |
| ------------ | ------------------------ |
| ベラウ・エア | アンガウル、バベルダオブ |

## その他
コール オブ デューティ ワールド・アット・ウォーでは、ローバックの指揮下のアメリカ海兵隊部隊が、飛行場付近の湿地から進出して飛行場を確保することを目的としている。装甲部隊を含む敵勢力を排除し、確保した飛行場への反撃を行っている日本軍対空砲の制圧を行う内容となっている。

## 註
1. 1 2 3  FAA Airport Form 5010 for C23 – Peleliu (PDF) , effective 2 July 2009.
2. ↑   この記事にはパブリックドメインである、アメリカ合衆国連邦政府が作成した次の文書本文を含む。空軍歴史調査局（英語版）. 
 Maurer, Maurer (1983). Air Force Combat Units Of World War II. Maxwell AFB, Alabama: Office of Air Force History. ISBN 0-89201-092-4.